# 前田ゆか
前田 ゆか（まえだ ゆか、1970年11月19日 - ）は、日本のファッションモデル。
熊本県出身。スペースクラフト所属。

## 経歴・人物
18歳で上京し、ファッションモデルを始める。結婚・産休を経て、ファッションモデル活動再開。2児（男と女）の母。ネイルアーティスト、温泉ソムリエ、WSET（ダブリューセット）レベル1の資格を取得している。

## 出演

### 雑誌
- 「CanCam」（小学館）
- 「with」（講談社）
- 「CLASSY.」（光文社）
- 「VERY」（光文社）
- 「STORY」（光文社)
- 「美ST」「マエユカ×宏子の『旅スパ』美作法」（光文社）、連載中[1]

### CM・広告
- ライスフォース [2]

### 書籍
- 「スーパーで毎日買う食材だけで美人になる」（2015年7月13日発売、二見書房) [3]